# Sunisa Srangthaisong
Sunisa Srangthaisong (thailändisch สุนิสา สร้างไธสง, * 6. Mai 1988) ist eine thailändische Fußballnationalspielerin.

## Karriere

### Verein
Sunisa spielte im Jahr 2015 für den thailändischen Verein Bundit Asia.

### Nationalmannschaft
Sunisa nahm mit der thailändischen Mannschaft an der Asienmeisterschaft 2014 teil und belegte dort mit ihrer Mannschaft den fünften Rang, was zur erstmaligen Qualifikation Thailands für die Weltmeisterschaft 2015 ausreichte. Sie stand im thailändischen Kader für die Weltmeisterschaft und absolvierte dort alle drei Spiele in der Vorrundengruppe B über die volle Spieldauer. Nach Niederlagen gegen die früheren Weltmeister Norwegen und Deutschland sowie einem 3:2-Sieg über die Elfenbeinküste schied Thailand als einer der beiden schlechtesten Gruppendritten aus dem Turnier aus.